# Qフローレンス法
Qフローレンス法（Qフローレンスほう、QFlorence Treatment、欧米ではQFusionとも）とは、ヨーロッパを中心に導入されている先進的な脊柱管狭窄症・すべり症・腰椎不安定症の治療法である。
経皮的に棘突起間にデバイスを入れることで、不安定となっている背骨を安定化させ、狭くなっている脊柱管を広げて椎体のすべりも良くなる。

## 歴史
Qフローレンス法で使用されるQFusionデバイスは2021年にイタリアでTechlamed社により開発された医療機器である。
QFusionデバイスは欧州の医療機器指令93/42/EEC（MDD 93/42/EEC）に準拠しており、CEマーキングを取得している。
QFusionデバイスを用いた脊柱管狭窄症の治療は2021年から行われている。イタリアをはじめ、フランスなどのヨーロッパの国々に導入されている。
日本では2024年より導入されており、現在日本でQフローレンス法を受けられるのが一施設にのみである。
日本においては医薬品医療機器等法上の承認を得ていない未承認医療機器であるが、「医師等の個人輸入」により適法な輸入許可を得ている。日本では、未承認医療機器を、医師の責任において使用することができる。日本国内において承認されている医療機器はありません。

### QFusionデバイスについて
QFusionデバイスは、チタン製の棘突起間に挿入するデバイスである。四角形の胴体と4つの羽根で構成されている。デバイスが棘突起間に設置されたあと、羽根を開き羽根に付いている歯で椎体にて固定される。
QFusionデバイスは５つのサイズがあり、患者の骨格に合うもので施術される。 

## 適応疾患・症状
Qフローレンス法は以下の疾患に対して有効な治療法である。
- 脊柱管狭窄症
- 椎間孔狭窄症
- すべり症
- 椎間板変性症

### 禁忌
デバイスの成分や麻酔薬によるアレルギーがあることが知られている方、骨粗鬆症と診断されている方、重度の肥満のある方、うつ病、その他痛みの解釈が困難な状態にある方には使用できない。また、妊娠中の方も適応外となる。

## 作用機序
Qフローレンス法は、専用道具を用いての施術となる。施術は経皮的に側方から行われる。
局所麻酔下で（または局所麻酔と鎮静で）、X線透視装置を使用しながら、背中を1～2㎝程度切開して、治療する腰椎の棘突起の間に専用チューブを留置し、デバイスを挿入する。
デバイスを棘突起間に設置したら、羽根を開けて狭くなっている脊柱管を広げる。
脊柱管が広げることで、神経の圧迫がとれ、すべりもよくなり、痛み・しびれなどの症状が改善する。

### Qフローレンス法のメリット
- 大きな切開をせず、骨を削らず、靭帯等を損傷しない、リスクの少ない低侵襲治療
- 脊椎固定術に代わる治療法
- 間欠性跛行の症状を改善できる
- 短時間の施術で入院が必要なく、日帰りで治療できる
- 日常生活は翌日から可能
- 固定術後と違って、治療後の背中の動きに制限がない
- 高齢者でも治療を受けることができる

### Qフローレンス法のデメリット
- 脊柱管狭窄症の原因によっては治療効果が出にくい、もしくは適用外となるケースもある
- 海外では数千件の治療実績があるが、日本での実績がまだ少ない

## 期待できる効果
Qフローレンス法でデバイスを挿入することで、不安定となっている背骨を安定化させ、狭くなっていた脊柱管が拡大され、神経の圧迫がとれて、腰痛や間欠性跛行などの症状が改善する。
施術は切開をせず経皮的に行われるため、背骨の安定を図る靭帯が損傷せず温存する。それで、スペーサーのずれを防止し、背骨の不安定性を軽減できる。
治療後の症状改善は、個人差があるが、治療後に徐々に改善していく。

## 副作用
- 脱臼や棘突起骨折の可能性がある[7]。
- 一時的な排尿障害、アレルギー反応などが発生する可能性がある[7]。
- 感染症が発生する可能性がある。その場合はデバイスを取り外す必要がある[6]。